# Bratislava-Vajnory
Bratislava-Vajnory - stacja kolejowa w Bratysławie, w dzielnicy Vajnory na Słowacji. Znajduje się tu 1 peron.